# Naomie Harris
Naomie Harris (Londres, Anglaterra, Regne Unit, 6 de setembre de 1976) és una actriu anglesa.

## Joventut i començaments precoços
Comença la seva carrera com a nena, apareixent a sèries de televisió destinades a la joventut. Després destaca, ja adulta, pels seus papers en llargmetratges com 28 dies més tard, Pirates of the Caribbean: Dead Man's Chest, Miami Vice i Pirates of the Caribbean: At World's End. Des de llavors, alterna cinema d'autor i produccions més exposades. Sedueix la crítica interpretant Winnie Mandela al drama Mandela: Long Walk to Freedom, interpreta el personatge de Miss Moneypenny present a la saga cinematogràfica James Bond, després, és aclamada per la crítica per la seva interpretació al drama Moonlight, que li suposa nombroses recompenses i cites, sobretot als Oscars, Globus d'Or i BAFTA.

Nascuda al barri d'Islington, va créixer en una família monoparental. La seva mare, Lisselle Kayla, és una guionista originària de Jamaica. El seu pare és originari de Trinidad. La parella se separa abans del naixement del seu únic fill, i Naomie no té cap relació amb el seu pare.
La seva mare es va tornar a casar quan Naomie tenia 11 anys. El seu padrastre era chef al sud de França. D'aquest fet, té un germanastre i una germanastra 20 anys més jove que ella.
Aviat canvia cap a la comèdia, segueix cursos a la Bristol Old Vic Theatre School a Bristol (Anglaterra), després d'haver quedat poc satisfeta dels seus estudis de ciències polítiques i socials a la Universitat de Cambridge.
Comença després una carrera a la televisió, actuant essencialment a sèries de televisió destinades a un públic jove. Actua en alguns episodis de la sèrie fantàstica britànica Simon and the Witch, aconseguint un paper recurrent a la sèrie d'aventures Runaway Bay després va acabar per signar el paper principal de la sèrie de ciència-ficció The Tomorrow People, al costat de l'australià Kristian Schmid.

## Els anys 2000: èxit i revelació cinematogràfica

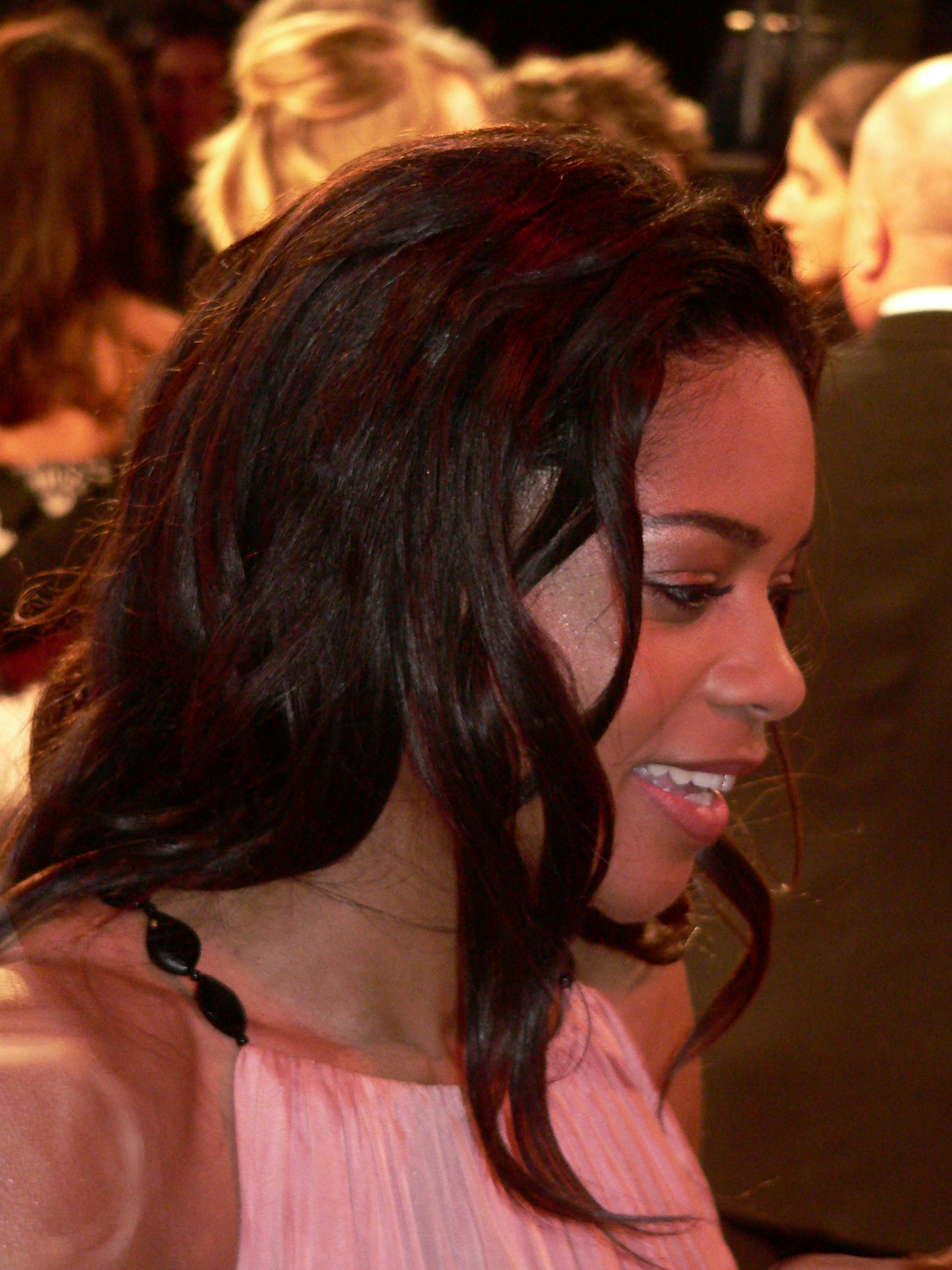
Naomi Harris, en la 60a cerimònia dels BAFTA, l'any 2007.

L'any 2002, Danny Boyle fa d'ella una estrella donant-li el primer paper femení del seu thriller de terror 28 Days Later, al costat de Cillian Murphy. El mateix any, actua a la comèdia Living in Hope així com al drama Anansi, dues produccions independents.
Entre 2003 i 2005, enllaça segons papers donant la rèplica a Kevin McNally, i també a Mena Suvari i Colin Firth al film de terror Trauma; és secundària amb Pierce Brosnan i Salma Hayek a la comèdia d'acció After the Sunset i intervé a la comèdia Rodatge en un jardí anglès.
L'any 2006 marca un gir: és al cartell de dos blockbusters: Pirates dels Caraïbes: El Secret del maleter maleït, després Miami Vice de Michael Mann, amb qui signa una actuació destacada. El primer és un enorme èxit comercial, i reprèn d'altra banda el seu paper de Tia Dalma al 3r lliurament de la franquícia, Pirates of the Caribbean: At World's End, rodada immediatament després.
Encadena amb projectes cinematogràfics menys exposats. Dona la rèplica a Josh Hartnett al drama laminat per la crítica, August, acompanya Rosario Dawson al drama Explicit Ills i és el primer paper femení del film d'acció, portat per un ampli repartiment masculí, A l'extrem de la nit. A la televisió, fa el telefilm Poppy Shakespeare.
L'any 2009, és al cartell de diverses produccions maltractades per la crítica: en principi les comèdies britàniques Morris:A Life with Bells On i My Last Five Girlfriends, després  Ninja Assassí, film americano-alemany on interpreta un agent acorralada pel clan Ozunu i finalment, inverteix una tendència negativa, unint-se al repartiment del prestigiós telefilm dramàtic Small Island..

## Els anys 2010: confirmació

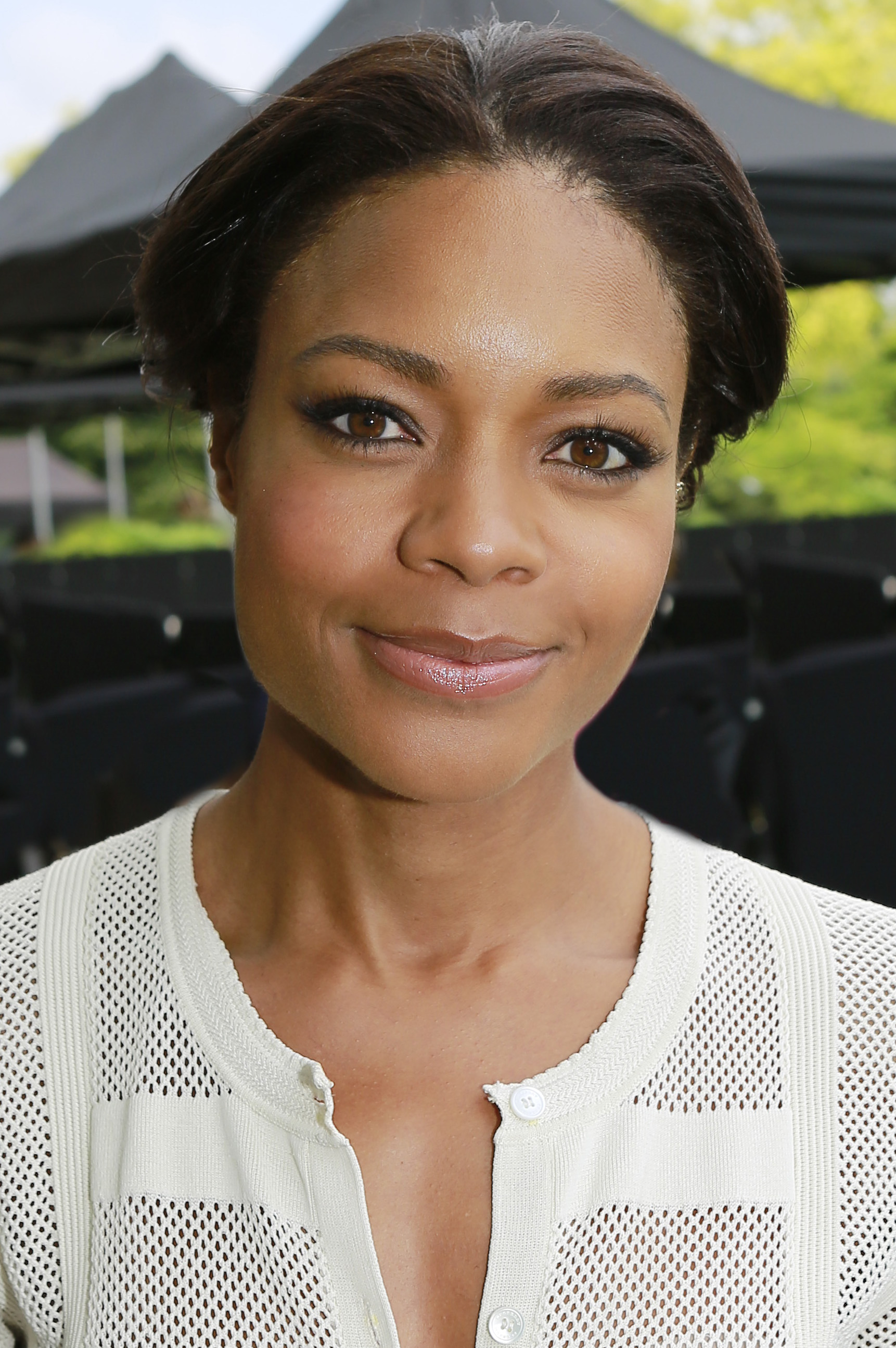
Naomie Harris, setembre de 2014

L'any 2010, dona la rèplica a Andy Serkis per al drama musical Sex & Drugs & Rock & Roll, actua al telefilm dramàtic Blood and Oil amb David Oyelowo així com al drama El Més Vell Écolier del món abans d'anar com a convidat, un episodi, a la sèrie Accused.
L'any 2011, fa el paper de la promesa del Dr. Victor Frankenstein a l'adaptació dirigida per al teatre per Danny Boyle. L'any següent, és escollit per interpretar el paper de Miss Moneypenny, al 23è film de James Bond, titulat Skyfall. La superproducció és un èxit de critica i comercial mundial, i l'actriu signa una continuació, titulada Spectre, que surt a finals del 2015. És la primera actriu negra a encarnar aquest personatge i el seu camp d'interpretació s'amplia, esdevenint un agent sobre el terreny i acòlit de 007 en lloc i d'una simple secretària.
Mentrestant, és al cartell de Mandela: Un llarg camí cap a la llibertat de Justin Chadwick, en la qual posa els seus trets a Winnie Mandela, l'esposa del líder polític. I té el segon paper femení principal del film de boxa La Rabia al ventre, amb Jake Gyllenhaal i Rachel McAdams, reemplaçant Lupita Nyong'o després que aquesta abandonés el projecte.
2016 és un any frontissa per a l'actriu: És al cartell del thriller britànic Un traïdor ideal amb Carlos Acosta, Radivoje Bukvic i Stellan Skarsgård, fent un segon paper fort al drama Moonlight i finalment, unint-se a l'ampli repartiment per la pel·lícula romàntica Bellesa amagada dirigida per Will Smith. El thriller és un fracàs al box office a més d'una tèbia rebuda de la critica, encara que comptava amb Edward Norton, Kate Winslet, Helen Mirren o Keira Knightley, Bellesa amagada és àmpliament boudée per la crítica i li costa convèncer el box office. No obstant això, pot comptar amb l'important èxit de crítica que troba el drama Moonlight. En efecte, aquesta producció rep una acollida critica ditiràmbica, i assoleix, entre d'altres, l'Oscar a la millor pel·lícula i li val una trentena de cites i recompenses, en el títol de millor actriu secundària.
L'any 2017 és nomenada Oficial de l'Orde de l'Imperi Britànic per la reina Elisabet II en la cerimònia del Nou Any 2017 per als seus serveis a la dramatúrgia. L'any següent, acompanya Dwayne Johnson al blockbuster d'acció Rampage, inspirat en el videojoc del mateix nom creat l'any 1986, cosa que li suposa una cita als premis Teen Choice a la millor actriu en un film de ciència-ficció.
Després fa una nova adaptació cinematogràfica del Llibre de la jungla de Rudyard Kipling que barreja presa de vistes reals i captura de moviment.

## Treballs
Cinema
- 2002: Living in Hope de John Miller: Ginny
- 2002: Anansi de Fritz Baumann: Carla
- 2002: 28 Days Later de Danny Boyle: Selena
- 2003: Crust de Mark Locke: la recepcionista
- 2004: Trauma  de Marc Evans: Elisa
- 2004: El gran cop (After the Sunset) de Brett Ratner: Sophie
- 2005: Tristam Shandy (A Cock and Bull Story) de Michael Winterbottom: Jennie
- 2006: Pirates of the Caribbean: Dead Man's Chest de Gore Verbinski: Tia Dalma
- 2006: Miami Vice de Michael Mann: Trudy Joplin
- 2007: Pirates of the Caribbean: At World's End de Gore Verbinski: Tia Dalma / Calypso, la deessa de la mar
- 2008: August d'Austin Chick: Sarrah
- 2008: Explicit Ills de Mark Webber: Jill
- 2008: Street Kings de David Ayer: Linda Washington
- 2009: Morris: A Life with Bells Se de Lucy Akhurst: Sonja
- 2009: My Last Five Girlfriends de Julian Kemp: Gemma
- 2009: Ninja Assassí de James McTeigue: Mika Coretti
- 2010: Sex & Drugs & Rock & Roll de Mat Whitecross: Denise Roudette
- 2010: The First Grader de Justin Chadwick: Jane Obinchu
- 2011: Nacional Theatre Live: Frankenstein de Danny Boyle: Elizabeth Lavenza
- 2012: Skyfall de Sam Mendes: Eve Moneypenny
- 2013: Mandela: Long Walk to Freedom de Justin Chadwick: Winnie Mandela
- 2015: Southpaw d'Antoine Fuqua: Angela Rivera
- 2015: Spectre de Sam Mendes: Eve Moneypenny
- 2016: Our Kind of Traitor de Susanna White: Gail Perkins
- 2016: Collateral Beauty de David Frankel
- 2016: Moonlight de Barry Jenkins: Paula
- 2018: Rampage de Brad Peyton: Dra. Kate Caldwell
- 2018: Mowgli d'Andy Serkis: Nisha (veu i captura de moviment)

Sèries de televisió
- 1987: Simon and the Witch de David Bell: Joyce (12 episodis)
- 1989: Erasmus Microman de David Richards i Rod Stratfold: Millie (1 episodi)
- 1992-1993: La Badia de les fugitifs de Tim Dowd: Shuku (17 episodis)
- 1994-1995: The Tomorrow People de Roger Damon Price: Amic Jackson (16 episodis)
- 2002: Scotland Yard, crims al Tàmesi de Lynda La Planta: Tara Gray (1 episodi)
- 2002: White Teeth de Julian Jarrold: Clara (4 episodis)
- 2003: Dinotopia de Mario Azzopardi: Romana (2 episodis)
- 2010: Accused de Jimmy McGovern: Alison Wade (1 episodi)

Telefilms
- 2002: The Project de Peter Kosminsky: Maggie Dunn
- 2008: Poppy Shakespeare de Benjamin Ross: Poppy Shakespeare
- 2009: Small Island de John Alexander: Hortense
- 2010: Blood and Oil de David Attwood: Alice Omuka

## Premis i nominacions
Llevat d'indicació contrària o complementària, les informacions mencionades a aquesta secció provenen de la base de dades IMDb.
Premis
- Festival de Televisió de Monte-Carlo 2003: Nymphe d'Or la millor interpretació femenina en una sèrie televisada dramàtica per White Teeth
- Premis Black Reel 2004: Revelació femenina per a 28 Days Later
- Premis British Independent Film 2016: premi Variety
- Festival del film de Hollywood 2016: Millor revelació femenina per a Collateral Beauty i Moonlight
- Premis Independent Spirit 2017: premi Robert Altman al millor repartiment per a Moonlight, compartit amb Barry Jenkins (director), Yesi Ramirez (Directora de càsting), Mahershala Ali, Patrick Decile, Alex R. Hibbert, André Holland, Jharrel Jerome, Janelle Monáe, Jaden Piner, Trevante Rhodes i Ashton Sanders.
- Premis Satellite 2017: Millor actriu secundària per a Moonlight

Nominacions
- BAFTAs 2007: EE Rising Star Award de la millor esperança a un film d'aventura per a Pirates of the Caribbean: Dead Man's Chest
- 15a cerimònia dels premis Satellite 2010: Millor actriu en una mini-sèrie o un telefilm per a Small Island
- Australian Academy of Cinema and Television Arts Awards 2017: Millor actriu secundària per a Moonlight
- BAFTAs 2017: BAFTA a la millor actriu secundària per a Moonlight
- Globus d'Or del 2017: Globus d'Or a la millor actriu secundària per a Moonlight
- Premis Oscar de 2016: Oscar a la millor actriu secundària per a Moonlight
- Premis Screen Actors Guild 2017: Millor repartiment per a Moonlight, compartit amb Casey Affleck, Matthew Broderick, Kyle Chandler, Lucas Hedges i Gretchen Mol.
- Premis Screen Actors Guild 2017: Millor actriu secundari per a Moonlight
- 20a cerimònia de les Teen Choice Awards 2018: millor actriu en un film de ciència-ficció per a Rampage